# Liste der Monuments historiques in Ouhans
Die Liste der Monuments historiques in Ouhans führt die Monuments historiques in der französischen Gemeinde Ouhans auf.

## Liste der Objekte
| Bezeichnung            | Beschreibung | Standort                        | Kennzeichnung | Schutzstatus | Datum | Bild |
| ---------------------- | --- | ------------------------------- | ------------- | ------------ | ----- | ---- |
| Kanzel                 | Eichenholz, 18. Jahrhundert                                                                                      | in der Kirche St-Maurice (Lage) | PM25001193    | Classé       | 1962  |      |
| Hauptaltar             | Altartisch, Tabernakel, Retabel und vier Skulpturen; Holz, farbig gefasst und vergoldet, 18. und 19. Jahrhundert | in der Kirche St-Maurice (Lage) | PM25001194    | Classé       | 1962  |      |
| Maria-Rosenkranz-Altar | rechter Seitenaltar; Retabel und zwei Skulpturen; Holz, farbig gefasst und vergoldet, 18. Jahrhundert            | in der Kirche St-Maurice (Lage) | PM25001195    | Classé       | 1962  |      |
| Josefsaltar            | linker Seitenaltar; Retabel und zwei Skulpturen; Holz, farbig gefasst und vergoldet, 18. Jahrhundert             | in der Kirche St-Maurice (Lage) | PM25001196    | Classé       | 1962  |      |